# Aphyllophoromycetidae
Gli Aphyllophoromycetidae sono funghi di consistenza a volte fibrosa, ma non legnosa né suberosa. Sono per lo più saprofiti che vivono su terreno, legno o qualsiasi substrato organico, ma qualche specie è parassita. Hanno corpi fruttiferi abbastanza grandi e di forme varie, da clavata a ramificata, con cappello, con o senza il gambo. Non possiedono comunque vere e proprie lamelle, caratteristica da cui deriva il nome.

## Sistematica di Aphyllophoromycetidae
Appartengono alla Sottoclasse:
- Ordine Cantharellales
  - Famiglia Cantharellaceae
  - Famiglia Gomphaceae
- Ordine Clavariales
  - Famiglia Clavariaceae
  - Famiglia Clavulinaceae
  - Famiglia Ramariaceae
- Ordine Corticiales
  - Famiglia Corticiaceae
  - Famiglia Coniophoraceae
- Ordine Ganodermatales
  - Famiglia Ganodermataceae
- Ordine Hericiales
  - Famiglia Hydnaceae
  - Famiglia Hericiaceae
  - Famiglia Auriscalpiaceae
- Ordine Hymenochaetales
  - Famiglia Hymenochaetaceae
  - Famiglia Asterostromataceae
- Ordine Polyporales
  - Famiglia Polyporaceae
  - Famiglia Fistulinaceae
- Ordine Thelephorales

## Etimologia
dal greco a = senza e phyllòs = foglia, lamella, senza lamelle.